# 日本人のマイナーリーグ選手一覧
日本人のマイナーリーグ選手一覧（にほんじんのマイナーリーグせんしゅいちらん）は、野球のメジャーリーグベースボール（MLB）傘下マイナーリーグベースボール（MiLB）に所属している、または過去に所属していた日本人選手の一覧。

## 現役選手
太字は、メジャー40人枠に入っている選手。故障者リスト入りによるリハビリでの所属は除く。
| 名前                 | 所属球団（MLBの球団）    | リーグ（クラス）                    | チーム                                         | ポジション |
| -------------------- | ------------------------ | ----------------------------------- | ---------------------------------------------- | ---------- |
| 大山盛一郎           | シアトル・マリナーズ     | アリゾナ・コンプレックスリーグ（R） | ACLマリナーズ                                  | 野手       |
| 迫勇飛               | ニューヨーク・メッツ     | フロリダ・ステート・リーグ（A）     | セントルーシー・メッツ                         | 投手       |
| 冨岡聖平             | アスレチックス           | テキサスリーグ（AA）                | ミッドランド・ロックハウンズ                   | 投手       |
| 中村来生             | マイアミ・マーリンズ     | ドミニカン・サマーリーグ（R）       | DSLマーリンズ                                  | 投手       |
| 西田陸浮             | シカゴ・ホワイトソックス | サザンリーグ（AA）                  | バーミングハム・バロンズ                       | 野手       |
| 福田真啓             | テキサス・レンジャーズ   | ドミニカン・サマーリーグ（R）       | DSLレンジャーズ・レッド                        | 投手       |
| バルザー・ブライアン | サンディエゴ・パドレス   | カリフォルニアリーグ（A）           | レイク・エルシノア・ストーム                   | 投手       |
| 前田健太             | ニューヨーク・ヤンキース | インターナショナルリーグ（AAA）     | スクラントン・ウィルクスバリ・レイルライダース | 投手       |
| 森井翔太郎           | アスレチックス           | アリゾナ・コンプレックスリーグ（R） | ACLアスレチックス                              | 二刀流     |

## かつて所属していた選手
ここでの「野球留学」とは、日本の球団から任意引退公示されて日本の球団が国内保有権を有したままMLB傘下のチームの下でプレーすること（いわゆるレンタル移籍に準じたもの）であるが、現在は任意引退公示による海外への野球留学制度は禁止されている（野球協約68条2項）。
| 名前                   | 所属球団 | 備考 |
| ---------------------- | --- | --- |
| 村上雅則               | A・フレズノ・ジャイアンツ（1964）→ サンフランシスコ・ジャイアンツ（1964 - 1965） | 南海からの野球留学 日本人初のメジャーリーガー 1966南海復帰                                               |
| 西村省三               | A・フレズノ・ジャイアンツ（1964） | 南海からの野球留学 1965南海復帰                                                                          |
| 高橋博士               | R・マジックバレー・カウボーイス（1964） | 南海からの野球留学 1964南海入団                                                                          |
| 田中達彦               | R・マジックバレー・カウボーイス（1964） | 南海からの野球留学                                                                                       |
| 古賀英彦               | A・ディケーター・コモドアーズ（1966） →1A・ローダイ・クラッシャーズ（1968） | 1969東京ドラゴンズ入団                                                                                   |
| 鈴木弘                 | A・ディケーター・コモドアーズ（1970） →R・グレートフォールズ・ジャイアンツ（1970） | 1971ロッテ入団                                                                                           |
| 高橋重行               | AAA・フェニックス・ジャイアンツ（1972） | 大洋からの野球留学 1973大洋復帰                                                                          |
| 浜浦徹                 | A・フレズノ・ジャイアンツ（1972 - 1973） | 日米間初の交換トレードで移籍 1974太平洋クラブライオンズ入団                                              |
| 佐藤政夫               | A・ローダイ・オリオンズ（1972） | ロッテからの野球留学 1973ロッテ復帰                                                                      |
| 池田幸博               | A・ローダイ・オリオンズ（1972） | ロッテからの野球留学 1973ロッテ復帰                                                                      |
| 石塚雅二               | A・ローダイ・オリオンズ（1972） | ロッテからの野球留学 1973ロッテ復帰                                                                      |
| 中村順二               | A・ローダイ・オリオンズ（1972） | ロッテからの野球留学                                                                                     |
| 伊原春樹               | A・ローダイ・ライオンズ（1973） | 太平洋クラブからの野球留学 1974太平洋クラブ復帰                                                          |
| 河原明                 | A・ローダイ・ライオンズ（1973） | 太平洋クラブからの野球留学 1974太平洋クラブ復帰                                                          |
| 真弓明信               | A・ローダイ・ライオンズ（1973） | 太平洋クラブからの野球留学 1974太平洋クラブ復帰                                                          |
| 中島弘美               | A・ローダイ・ライオンズ（1973） | 太平洋クラブからの野球留学 1974太平洋クラブ復帰                                                          |
| 高橋二三男             | A・ローダイ・ライオンズ（1973） | 太平洋クラブからの野球留学 1974太平洋クラブ復帰                                                          |
| 若菜嘉晴               | A・ローダイ・ライオンズ（1973） | 太平洋クラブからの野球留学 1974太平洋クラブ復帰                                                          |
| 小川邦和               | AAA・バンクーバー・カナディアンズ（1979）→2A・ホルヨーク・ミラーズ（1980） | 1981広島入団                                                                                             |
| 秋山幸二               | A・サンノゼ・ ビーズ（1983） | 西武からの野球留学 1984西武復帰                                                                          |
| 安部理                 | A・サンノゼ・ ビーズ（1983） | 西武からの野球留学 1984西武復帰                                                                          |
| 駒崎幸一               | A・サンノゼ・ ビーズ（1983） | 西武からの野球留学 1984西武復帰                                                                          |
| 白幡勝弘               | A・サンノゼ・ ビーズ（1983 - 1984） | 西武からの野球留学 1985西武復帰                                                                          |
| 相馬勝也               | A・サンノゼ・ ビーズ（1983 ・ 1985） | 西武からの野球留学 1984・1986西武復帰                                                                    |
| 上田貞人               | 1A・サンノゼ・ ビーズ（1983 ・ 1985） | 西武からの野球留学                                                                                       |
| 高山郁夫               | A・サンノゼ・ ビーズ（1984） | 練習生として西武からの野球留学 1984西武入団                                                              |
| 工藤公康               | A・サンノゼ・ ビーズ（1984） | 西武からの野球留学 1985西武復帰                                                                          |
| 川村一明               | A・サンノゼ・ ビーズ（1984） | 西武からの野球留学 1985西武復帰                                                                          |
| 青山道雄               | A・サンノゼ・ ビーズ（1984） | 西武からの野球留学 1985西武復帰                                                                          |
| 石井毅                 | A・サンノゼ・ ビーズ（1984） | 西武からの野球留学 1985西武復帰                                                                          |
| 成田幸洋               | A・サンノゼ・ ビーズ（1984） | 西武からの野球留学 1985西武復帰                                                                          |
| 村井一男               | A・サンノゼ・ ビーズ（1985） | 西武からの野球留学 1986西武復帰                                                                          |
| 笘篠誠治               | A・サンノゼ・ ビーズ（1985） | 西武からの野球留学 1986西武復帰                                                                          |
| 串原泰夫               | A・サンノゼ・ ビーズ（1985） | 西武からの野球留学 1986西武復帰                                                                          |
| 羽生田忠之             | A・サンノゼ・ ビーズ（1985）→1A・サンノゼ・ジャイアンツ（1988） | 西武からの野球留学 1989西武復帰                                                                          |
| 後藤明美               | A・サンノゼ・ ビーズ（1985 - 1986） | 西武からの野球留学 1987西武復帰                                                                          |
| 大久保博元             | A・サンノゼ・ ビーズ（1986） | 西武からの野球留学 1987西武復帰                                                                          |
| 横田久則               | A・サンノゼ・ ビーズ（1986） | 西武からの野球留学 1987西武復帰                                                                          |
| 山野和明               | A・サンノゼ・ ビーズ（1986） | 西武からの野球留学 1987西武復帰                                                                          |
| 田辺徳雄               | A・サンノゼ・ ビーズ（1986） | 西武からの野球留学 1987西武復帰                                                                          |
| 中島良浩               | A・サンノゼ・ ビーズ（1986） | 西武からの野球留学                                                                                       |
| 山崎慎太郎             | R・ソルトレイクシティ・トラッパーズ（1986） | 近鉄からの野球留学 1987近鉄復帰                                                                          |
| 福地経人               | R・ソルトレイクシティ・トラッパーズ（1986） | 近鉄からの野球留学 1987近鉄復帰                                                                          |
| 杉浦守                 | A・マイアミ・マーリンズ（1987） | 巨人からの野球留学 1988巨人復帰                                                                          |
| 渡辺政仁               | A・マイアミ・マーリンズ（1987） | 巨人からの野球留学 1988巨人復帰                                                                          |
| 松原靖                 | A・マイアミ・マーリンズ（1987） | 巨人からの野球留学 1988巨人復帰                                                                          |
| 稲垣秀次               | A・マイアミ・マーリンズ（1987 - 1988） | 巨人からの野球留学 1989巨人復帰                                                                          |
| 中村日出夫             | A・サンノゼ・ ビーズ（1987） | 西武からの野球留学 1988西武復帰                                                                          |
| 森博幸                 | A・サンノゼ・ ビーズ（1987） | 西武からの野球留学 1988西武復帰                                                                          |
| 秋元宏作               | A・サンノゼ・ ビーズ（1987） | 西武からの野球留学 1988西武復帰                                                                          |
| 亀井猛斗               | A・サンノゼ・ ビーズ（1987） | 西武からの野球留学 1988西武復帰                                                                          |
| 逢阪輝樹               | A・サンノゼ・ ビーズ（1987） | 西武からの野球留学 1988西武復帰                                                                          |
| 奈部川勉               | A・サンノゼ・ ビーズ（1987） | 西武からの野球留学 1988西武復帰                                                                          |
| 山崎武司               | R・ガルフコースト・ドジャース（1987） | 中日からの野球留学 1988中日復帰                                                                          |
| 荒川哲男               | R・ガルフコースト・ドジャース（1987） | 中日からの野球留学 1988中日復帰                                                                          |
| 池上誠一               | R・ソルトレイクシティ・トラッパーズ（1987） | 近鉄からの野球留学 1988近鉄復帰                                                                          |
| 桧山泰浩               | R・ソルトレイクシティ・トラッパーズ（1987） | 近鉄からの野球留学 1988近鉄復帰                                                                          |
| 大久保勝也             | R・ビュート・カッパーキングス（1987） | 大洋からの野球留学 1988大洋復帰                                                                          |
| 武田康                 | R・ビュート・カッパーキングス（1987） | 大洋からの野球留学 1988大洋復帰                                                                          |
| 北野勝則               | R・ビュート・カッパーキングス（1987） | 大洋からの野球留学 1988大洋復帰                                                                          |
| 戸塚友行               | R・ビュート・カッパーキングス（1987） | 大洋からの野球留学 1988大洋復帰                                                                          |
| 西村英嗣               | A・ベロビーチ・ドジャース（1988） | 中日からの野球留学 1989中日復帰                                                                          |
| 山本昌広               | A・ベロビーチ・ドジャース（1988） | 中日からの野球留学 1988中日復帰                                                                          |
| 前原博之               | A・セーラム・ドジャース（1988） | 中日からの野球留学 1989中日復帰                                                                          |
| 藤王康晴               | R・ガルフコースト・ドジャース（1988） → 1A・セーラム・ドジャース（1988） | 中日からの野球留学 1989中日復帰                                                                          |
| 神山一義               | R・ガルフコースト・ドジャース（1988） | 中日からの野球留学 1989中日復帰                                                                          |
| 城土大二郎             | A・サンノゼ・ジャイアンツ（1988） | 西武からの野球留学 1989西武復帰                                                                          |
| 鈴木健                 | A・サンノゼ・ジャイアンツ（1988） | 西武からの野球留学 1989西武復帰                                                                          |
| 前田耕司               | A・サンノゼ・ジャイアンツ（1988） | 西武からの野球留学 1989西武復帰                                                                          |
| 山本勝則               | A・サンノゼ・ジャイアンツ（1988） | 西武からの野球留学 1989西武復帰                                                                          |
| 塩崎兼一               | R・ビュート・カッパーキングス（1988） | 大洋からの野球留学 1989大洋復帰                                                                          |
| 友利結（デニー友利）   | R・ビュート・カッパーキングス（1988） 2A・ポートランド・シードッグス（2005） → 3A・ポータケット・レッドソックス（2005） | 1988は大洋からの野球留学 1989大洋復帰 2006中日入団                                                       |
| 多岐篤司               | A・フレズノ・サンズ（1988） | 阪神からの野球留学 1989阪神復帰                                                                          |
| 八木裕                 | A・フレズノ・サンズ（1988） | 阪神からの野球留学 1989阪神復帰                                                                          |
| 真鍋勝己               | A・フレズノ・サンズ（1988） | 阪神からの野球留学 1989阪神復帰                                                                          |
| 宮内仁一               | A・フレズノ・サンズ（1988） | 阪神からの野球留学 1989阪神復帰                                                                          |
| 樽見金典               | A・マイアミ・マーリンズ（1988） | 巨人からの野球留学 1989巨人復帰                                                                          |
| 佐野元国               | A・マイアミ・マーリンズ（1988） | 巨人からの野球留学 1989巨人復帰                                                                          |
| 荻原満                 | A・マイアミ・マーリンズ（1988） | 巨人からの野球留学 1989巨人復帰                                                                          |
| 木田優夫               | A・マイアミ・マーリンズ（1988） デトロイト・タイガース（1999 - 2000） → AAA・トレド・マッドヘンズ（2000） AAA・ラスベガス・フィフティワンズ（2003） → ロサンゼルス・ドジャース（2003） → R・ガルフコースト・ドジャース（2004） → AAA・ラスベガス・フィフティワンズ（2004） → ロサンゼルス・ドジャース（2004） →シアトル・マリナーズ（2004）→ AAA・タコマ・レイニアーズ（2005） | 1988は巨人からの野球留学 1989巨人復帰 1999日本からメジャー契約で入団 2000オリックス復帰 2006ヤクルト入団 |
| 鎌仲政昭               | A・ベロビーチ・ドジャース（1989） | 中日からの野球留学 1990中日復帰                                                                          |
| 川畑泰博               | A・ベロビーチ・ドジャース（1989） | 中日からの野球留学 1990中日復帰                                                                          |
| 高橋幸二               | R・ガルフコースト・ドジャース（1989） | 中日からの野球留学 1990中日復帰                                                                          |
| 藤本健治               | A・バイセイリア・オークス（1989） | 巨人からの野球留学 1990巨人復帰                                                                          |
| 佐川潔                 | A・バイセイリア・オークス（1989） | 巨人からの野球留学 1990巨人復帰                                                                          |
| 小沢浩一               | A・バイセイリア・オークス（1989） | 巨人からの野球留学 1990巨人復帰                                                                          |
| 四條稔                 | A・バイセイリア・オークス（1989） | 巨人からの野球留学 1990巨人復帰                                                                          |
| 緒方孝市               | A・ペニンシュラ・パイロッツ（1989） | 広島からの野球留学 1990広島復帰                                                                          |
| 片平哲也               | A・ペニンシュラ・パイロッツ（1989） | 広島からの野球留学 1990広島復帰                                                                          |
| 足立亘                 | A・ペニンシュラ・パイロッツ（1989） | 広島からの野球留学 1990広島復帰                                                                          |
| 近田豊年               | A・サリナス・スパーズ（1989） | ダイエーからの野球留学 1990ダイエー復帰                                                                  |
| 吉永幸一郎             | A・サリナス・スパーズ（1989） | ダイエーからの野球留学 1990ダイエー復帰                                                                  |
| 山口裕二               | A・サリナス・スパーズ（1989） | ダイエーからの野球留学 1990ダイエー復帰                                                                  |
| 幸田正広               | A・サリナス・スパーズ（1989） | ヤクルトからの野球留学 1990ヤクルト復帰                                                                  |
| 忰田幸也               | A・サリナス・スパーズ（1989） | ヤクルトからの野球留学 1990ヤクルト復帰                                                                  |
| 鈴木康博               | A・サリナス・スパーズ（1989） | ヤクルトからの野球留学 1990ヤクルト復帰                                                                  |
| 松久保新吾             | R・ソルトレイクシティ・トラッパーズ（1989） | 近鉄からの野球留学 1990近鉄復帰                                                                          |
| 福島明弘               | R・ソルトレイクシティ・トラッパーズ（1989） | 近鉄からの野球留学 1990近鉄復帰                                                                          |
| 田口茂樹               | R・ソルトレイクシティ・トラッパーズ（1989） → 1A・サリナス・スパーズ（1989） | 近鉄からの野球留学 1990近鉄復帰                                                                          |
| 杉浦幸二               | R・ビュート・カッパーキングス（1989） | 大洋からの野球留学 1990横浜大洋復帰                                                                      |
| 松村高明               | R・ビュート・カッパーキングス（1989） | 大洋からの野球留学 1990横浜大洋復帰                                                                      |
| 田代広之               | A・サリナス・スパーズ（1990） | ダイエーからの野球留学 1991ダイエー復帰                                                                  |
| 田之上慶三郎           | A・サリナス・スパーズ（1990） | ダイエーからの野球留学 1991ダイエー復帰                                                                  |
| 山之内健一             | A・サリナス・スパーズ（1990 - 1991） | ダイエーからの野球留学 1992ダイエー復帰                                                                  |
| 江本晃一               | A・サリナス・スパーズ（1990） | ダイエーからの野球留学 1991ダイエー復帰                                                                  |
| 村上誠一               | A・サリナス・スパーズ（1990） | ダイエーからの野球留学 1991ダイエー復帰                                                                  |
| 柳田聖人               | A・サリナス・スパーズ（1990） | ダイエーからの野球留学 1991・1996ダイエー復帰                                                            |
| 大塚義樹               | A・サリナス・スパーズ（1990） | ダイエーからの野球留学 1991ダイエー復帰                                                                  |
| 大塚賢一               | A・サリナス・スパーズ（1990） | ダイエーからの野球留学 1991ダイエー復帰                                                                  |
| 西島貴之               | A・サリナス・スパーズ（1990・1992） | ダイエーからの野球留学 1991・1993ダイエー復帰                                                            |
| 内山憲一               | A・サリナス・スパーズ（1990） | ヤクルトからの野球留学 1991ヤクルト復帰                                                                  |
| 佐々木重樹             | A・サリナス・スパーズ（1990） | ヤクルトからの野球留学 1991ヤクルト復帰                                                                  |
| 村松有人               | A・サリナス・スパーズ（1991） | ダイエーからの野球留学 1992ダイエー復帰                                                                  |
| 御船英之               | A・サリナス・スパーズ（1991） | ダイエーからの野球留学 1992ダイエー復帰                                                                  |
| 安田秀之               | A・サリナス・スパーズ（1991） | ダイエーからの野球留学 1992ダイエー復帰                                                                  |
| 太田勝正               | A・サリナス・スパーズ（1991） | ダイエーからの野球留学 1992ダイエー復帰                                                                  |
| 大坪幸夫               | A・サリナス・スパーズ（1991） | ダイエー退団後                                                                                           |
| 池末和隆               | A・サリナス・スパーズ（1991） | ヤクルトからの野球留学 1992ヤクルト復帰                                                                  |
| 押尾健一               | A・サリナス・スパーズ（1991） | ヤクルトからの野球留学 1992ヤクルト復帰                                                                  |
| 河野亮                 | A・サリナス・スパーズ（1991） | ヤクルトからの野球留学 1992ヤクルト復帰                                                                  |
| 西岡剛                 | A・サリナス・スパーズ（1991） | ヤクルトからの野球留学 1992ヤクルト復帰                                                                  |
| 岡幸俊                 | A・サリナス・スパーズ（1991） | ヤクルトからの野球留学 1992ヤクルト復帰                                                                  |
| 山﨑一玄               | R・ブリストル・タイガース（1992） → 1A・ナイアガラフォールス・ラピッズ（1992） | 阪神からの野球留学 1993阪神復帰                                                                          |
| 伴義太郎               | R・ブリストル・タイガース（1992） → 1A・ナイアガラフォールス・ラピッズ（1992） | 阪神からの野球留学 1993阪神復帰                                                                          |
| 長嶋一茂               | A・ベロビーチ・ドジャース（1992） | ヤクルトからの野球留学 1993巨人入団                                                                      |
| 原英史                 | A・サリナス・スパーズ（1992） | ヤクルトからの野球留学 1993ヤクルト復帰                                                                  |
| 新井潔                 | A・サリナス・スパーズ（1992） | ヤクルトからの野球留学 1993ヤクルト復帰                                                                  |
| 山田勉                 | A・サリナス・スパーズ（1992） | ヤクルトからの野球留学 1993ヤクルト復帰                                                                  |
| 加藤英樹               | A・サリナス・スパーズ（1992） | ダイエーからの野球留学 1993ダイエー復帰                                                                  |
| 内之倉隆志             | A・サリナス・スパーズ（1992） | ダイエーからの野球留学 1993ダイエー復帰                                                                  |
| 伊東弘幸               | A・サリナス・スパーズ（1992） | |
| 大越基                 | A・サリナス・スパーズ（1992） | 1993ダイエー入団（ドラフト1位）                                                                          |
| マック鈴木             | A・サリナス・スパーズ（1992） → A・サンバーナーディーノ・スピリット（1993） → AA・ジャクソンビル・サンズ（1994） → R・アリゾナ・マリナーズ（1995） → AA・リバーサイド・パイロッツ（1995） → AA・ポートシティ・ロースターズ（1994） → シアトル・マリナーズ（1996） → AAA・タコマ・レイニアーズ（1996 - 1998） → シアトル・マリナーズ（1998 - 1999） → カンザスシティ・ロイヤルズ（1999 － 2001） → コロラド・ロッキーズ（2001） → ミルウォーキー・ブルワーズ（2001） → AAA・オマハ・ロイヤルズ（2002） → AA・ウィチタ・ラングラーズ（2002） → カンザスシティ・ロイヤルズ（2002） AAA・アイオワ・カブス（2006）                                                             | 2003オリックス入団。                                                                                     |
| 中川申也               | R・ブリストル・タイガース（1993） | 阪神からの野球留学                                                                                       |
| 古里泰隆               | R・ブリストル・タイガース（1993） | 阪神からの野球留学                                                                                       |
| 田島俊雄               | A・サンバーナディーノ・スピリット（1993 - 1994） | 1995日本ハム入団                                                                                         |
| 佐々木健一             | A・セントラルバレー・ロッキーズ（1994） | 中日からの野球留学                                                                                       |
| 野口茂樹               | A・セントラルバレー・ロッキーズ（1994） | 中日からの野球留学                                                                                       |
| 安達智次郎             | R・ブリストル・タイガース（1994） → R・ガルフコースト・タイガース（1996） | 阪神からの野球留学                                                                                       |
| 浜田典宏               | R・アリゾナ・エンジェルス（1995） | |
| 米村和樹               | R・ガルフコースト・タイガース（1995） | 阪神からの野球留学                                                                                       |
| 吉田篤史               | A・バイセイリア・オークス（1995） | ロッテからの野球留学                                                                                     |
| 林博康                 | A・バイセイリア・オークス（1995） | ロッテからの野球留学                                                                                     |
| 大村巌                 | A・バイセイリア・オークス（1995） | ロッテからの野球留学                                                                                     |
| 武藤潤一郎             | A・バイセイリア・オークス（1995） | ロッテからの野球留学                                                                                     |
| 関清和                 | A・バイセイリア・オークス（1995） | ロッテからの野球留学                                                                                     |
| 遠山昭治               | A・バイセイリア・オークス（1995） | ロッテからの野球留学                                                                                     |
| 和田孝志               | A・バイセイリア・オークス（1995） | ロッテからの野球留学                                                                                     |
| 榎康弘                 | A・バイセイリア・オークス（1995） | ロッテからの野球留学                                                                                     |
| 立川隆史               | A・バイセイリア・オークス（1995） | ロッテからの野球留学                                                                                     |
| 井手元健一朗           | A・バイセイリア・オークス（1995） | 中日からの野球留学                                                                                       |
| 遠藤政隆               | A・バイセイリア・オークス（1995） | 中日からの野球留学                                                                                       |
| 野茂英雄               | A・ベイカーズフィールド・ブレイズ（1995） → ロサンゼルス・ドジャース（1995 - 1998） → ニューヨーク・メッツ（1998） → AAA・アイオワ・カブス（1999） → AA・ハンツビル・スターズ（1999） → ミルウォーキー・ブルワーズ（1999） → デトロイト・タイガース（2000） → ボストン・レッドソックス（2001） → ロサンゼルス・ドジャース（2002 - 2004） → AAA・ラスベガス・フィフティワンズ（2004） → タンパベイ・デビルレイズ（2005） → AAA・コロンバス・クリッパーズ（2005） → AAA・シャーロット・ナイツ（2006） → カンザスシティ・ロイヤルズ（2008） | |
| 田中秀太               | R・ガルフコースト・タイガース（1996） | 阪神からの野球留学                                                                                       |
| 与田剛                 | AA・メンフィス・チックス（1996） | ロッテからの野球留学                                                                                     |
| 伊藤真                 | A・バイセイリア・オークス（1996） | ロッテからの野球留学                                                                                     |
| 干場崇永               | A・バイセイリア・オークス（1996） | ロッテからの野球留学                                                                                     |
| 石丸泰輔               | R・グレートフォールズ・ドジャース（1996） → R・アリゾナ・マリナーズ（1997） | |
| 前田勝宏               | AA・ノーウィッチ・ナビゲーターズ（1996） → A・タンパ・ヤンキース（1996） → R・ガルフ・コースト・ヤンキース（1996） → AA・ノーウィッチ・ナビゲーターズ（1997 - 1998） → AAA・コロンバス・クリッパーズ（1998） → AA・ノーウィッチ・ナビゲーターズ （1999 - 2000） → AAA・コロンバス（2000） | 2001中日入団                                                                                             |
| 飯田雅司               | R・アリゾナ・パドレス（1997） | ロッテからの野球留学                                                                                     |
| 澤井良輔               | R・アリゾナ・パドレス（1997） | ロッテからの野球留学                                                                                     |
| 小島圭市               | A・シャーロット・レンジャーズ（1997） → AA・タルサ・ドリラーズ（1997） | 1998中日入団                                                                                             |
| 佐々木順一             | R・ガルフコースト・エクスポズ（1997） → A・バーモント・エクスポズ（1997） → A・ウエストパームビーチ・エクスポズ（1997） | |
| 保科孝司               | R・ガルフコースト・エクスポズ（1997 - 1998） | |
| 吉田好太               | R・アリゾナ・アスレチックス（1997） | 1999近鉄入団                                                                                             |
| 伊良部秀輝             | AAA・コロンバス・クリッパーズ（1997） → A・タンパ・ヤンキース（1997） → AA・ノーウィッチ・ナビゲーターズ（1997） → ニューヨーク・ヤンキース (1997 - 1999) → A・ジュピター・ハンマーヘッズ（2000） → AAA・オタワ・リンクス（2000） → モントリオール・エクスポズ (2000 - 2001) → A・ジュピター（2001） → AAA・オタワ（2001） → テキサス・レンジャーズ (2002) | 1997日本からメジャー契約で入団 2003阪神入団                                                              |
| 柏田貴史               | AAA・ノーフォーク・タイズ（1997） → ニューヨーク・メッツ（1997） | 1998巨人復帰                                                                                             |
| 加藤貴昭               | A・ウイリアムズポート・カブス（1998） | |
| 岩崎淳一               | R・ビリングス・マスタングス（1998） | |
| マイケル中村           | A・フォートウェイン・ ウィーザーズ（1998） → A・フォートマイヤーズ・ミラクル（1998 - 2000） → AA・ニューブリテン・ロックキャッツ（2001） → AAA・エドモントン・トラッパーズ（2002） → AAA・ロチェスター・レッドウイングス（2003） → ミネソタ・ツインズ（2003） → AAA・シラキュース・スカイチーフス（2004） → トロント・ブルージェイズ（2004） | 2005日本ハム入団                                                                                         |
| 後松重栄               | R・ガルフコースト・メッツ（1998） | |
| 石田威仁               | R・マーティンズビル・フィリーズ（1998） → R・ガルフコースト・フィリーズ（1999） → A・ビードモント・ボールウィービルズ（1999） | |
| 田中雅浩               | R・マーティンズビル・フィリーズ（1998） | |
| 清野真志               | A・セーラムカイザー ボルケイノーズ（1998） → A・サンノゼ・ジャイアンツ（1998 - 1999） | |
| 辻田摂                 | R・ガルフコースト・デビルレイズ（1998） | 2001中日入団                                                                                             |
| 川畑健一郎             | R・ガルフコースト・レッドソックス（1998 - 1999） → A・オーガスタ・グリーンジャケッツ（2000） → A・サラソタ・レッドソックス（2000） | |
| 内山智之               | AA・レディング・フィリーズ（1998） | |
| 大家友和               | AA・トレントン・サンダー（1999） → AAA・ポータケット・レッドソックス（1999 - 2001） → ボストン・レッドソックス（1999 - 2001） → モントリオール・エクスポズ（2001 - 2005） → ミルウォーキー・ブルワーズ（2005 - 2006） → A・ブレバード・カウンティ・マナティーズ（2006） → R・アリゾナ・ブルワーズ（2006） → トロント・ブルージェイズ（2007） → AAA・メンフィス・レッドバーズ（2007） → AAA・タコマ・レイニアーズ（2007） → AAA・シャーロット・ナイツ（2008） → AAA・コロンバス・クリッパーズ（2009） → クリーブランド・インディアンス（2009） | 2010横浜復帰                                                                                             |
| 金谷剛                 | R・ガルフコースト・レッドソックス（1999） | 2001近鉄入団                                                                                             |
| 森一馬                 | A・ジュピター・ハンマーヘッズ（1999） | |
| 根鈴雄次               | A・ケープフィアー・クロックス（2000） → AA・ハリスバーグ・セネターズ（2000） → AAA・オタワ・リンクス（2000） | |
| 宮本英次               | R・ガルフコースト・エクスポズ（2000） → A・ケープフィアー・クロックス（2000） | |
| 吉田修章               | R・アリゾナ・パドレス（2000） → R・アイダホフォールズ・パドレス（2000） → A・ユージーン・エメラルズ（2001） → A・フォートウェイン・ウィザーズ（2001 - 2002） → A・ユージン（2003） → A・フォートウェイン（2003） → A・レイクエルシノア・ストーム（2003） | |
| 橋本啓                 | A・バーモント・エクスポズ（2001） | |
| G.G.佐藤               | A・バタビア・マックドッグス（2001 - 2002） → R・ガルフコースト・フィリーズ（2002） → A・レイクウッド・ブルークローズ（2003） | 2004西武入団                                                                                             |
| 竹岡和宏               | AA・グリーンビル・ブレーブス（2001 - 2002） → AAA・リッチモンド・ブレーブス（2002 - 2003） → AA・グリーンビル・ブレーブス（2003） | 2004ダイエー入団                                                                                         |
| 新庄剛志               | ニューヨーク・メッツ（2001） → A・ブルックリン・サイクロンズ（2001） → サンフランシスコ・ジャイアンツ（2002） → AAA・フレズノ・グリズリーズ（2002） → ニューヨーク・メッツ（2001） → AAA・ノーフォーク・タイズ（2003） | 2001日本からメジャー契約で入団 2004日本ハム入団                                                          |
| 長谷川滋利             | アナハイム・エンゼルス（1997 - 2001） → A・ランチョクカモンガ・クエークス（2001） → シアトル・マリナーズ（2002 - 2005） | 1997日本からメジャー契約で入団                                                                           |
| 南容道                 | R・ガルフコースト・レッドソックス（2002） → A・オーガスタ・グリーンジャケッツ（2002） | |
| 井戸伸年               | R・アリゾナ・ホワイトソックス（2002） | 2003近鉄入団                                                                                             |
| 滝優介                 | R・ガルフコースト・マーリンズ（2002） | |
| 大塚義之               | R・ガルフコースト・パイレーツ（2002）→ A・ウィリアムズポート・クロスカッターズ（2002 - 2003） | |
| 熊谷陵                 | A・サラソタ・レッドソックス（2002） → A・オーガスタ・グリーンジャケッツ（2002 - 2003） → AA・ポータケット・レッドソックス（2003） → A・サラソタ・レッドソックス（2002） | |
| 山口鉄也               | R・ミズーラ・オスプレイ（2002 - 2004） | 2006巨人入団                                                                                             |
| 小宮山悟               | ニューヨーク・メッツ（2002） → AAA・ノーフォーク・タイズ（2002） | 2002日本からメジャー契約で入団 2004ロッテ入団                                                            |
| 田口壮                 | AAA・メンフィス・レッドバーズ（2002） → AA・ニューヘイブン・レイブンズ（2002）→ セントルイス・カージナルス（2002） → AAA・メンフィス（2002） → セントルイス・カージナルス（2002 -2003） → AAA・メンフィス（2003） → セントルイス・カージナルス（2004 -2007） → フィラデルフィア・フィリーズ（2008） → AAA・アイオワ・カブス（2009）→ シカゴ・カブス（2009） | 2002日本からメジャー契約で入団 2010オリックス入団                                                        |
| 野村貴仁               | ミルウォーキー・ブルワーズ（2002） → AAA・インディアナポリス・インディアンス（2002） | 2002日本からメジャー契約で入団 2003日本ハム入団                                                          |
| 多田野数人             | AA・アクロン・エアロズ（2003） → A・キンストン・インディアンス（2003） → AAA・バッファロー・バイソンズ（2003 - 2005） → クリーブランド・インディアンス（2004 - 2005） → AAA・サクラメント・リバーキャッツ（2006） → A・ミッドランド・ロックハウンズ（2006） → AAA・サクラメント（2007） → AA・ミッドランド（2007） | 2008日本ハム入団                                                                                         |
| 上村聡一               | R・ガルフコースト・マーリンズ（2003） | |
| 荒川祐輔               | A・トライシティ・ダストデビルズ（2003） → A・バイセイリア・オークス（2004） → AA・タルサ・ドリラーズ（2005） | |
| 坂本充                 | A・トライシティ・ダストデビルズ（2003） → AAA・コロラドスプリングス・スカイソックス（2003） → R・キャスパー・ロッキーズ （2004） → A・トライシティ・ダストデビルズ（2004） | |
| 飯田宏行               | R・エリザベストン・ツインズ（2003） | 2006広島入団                                                                                             |
| 青木智史               | A・ウィスコンシン・ティンバーラトラーズ（2003） | |
| 養父鐵                 | AA・バーミングハム・バロンズ（2003） → AAA・シャーロット・ナイツ（2003 - 2004） → AA・バーミングハム・バロンズ（2004 - 2005） | |
| 佐々木主浩             | シアトル・マリナーズ（2000 - 2003） AAA・タコマ・レイニアーズ（2003）→ A・エベレット・アクアソックス（2003）→ A・インランドエンパイア・シックスティシクサーズ（2003） | 2000日本からメジャー契約で入団 2004横浜復帰                                                              |
| 米沢孝祐               | R・ミズーラ・オスプレイ（2004） | |
| 水尾嘉孝               | AAA・ソルトレイク・スティンガーズ（2004） → AA・アーカンソー・トラベラーズ（2004） | 2004日本からメジャー契約で入団                                                                           |
| 石井一久               | ロサンゼルス・ドジャース (2002 - 2004) → ニューヨーク・メッツ（2005） → AAA・ノーフォーク・タイズ（2005）→ A・セントルーシー・メッツ（2005） | 2002日本からメジャー契約で入団 2006ヤクルト復帰                                                          |
| 高津臣吾               | シカゴ・ホワイトソックス（2004 - 2005）→ AAA・ノーフォーク・タイズ（2005）→ ニューヨーク・メッツ（2005） | 2004日本からメジャー契約で入団 2006ヤクルト復帰                                                          |
| 松井稼頭央             | ニューヨーク・メッツ（2004 - 2005） → R・ガルフコースト・メッツ（2005） → A・ブルックリン・メッツ（2005） → AA・ビンガムトン・メッツ（2005） → A・セントルーシー・メッツ（2006） → AAA・ノーフォーク・タイズ（2006） → ニューヨーク・メッツ（2006） → AAA・コロラドスプリングス・スカイソックス（2006） → コロラド・ロッキーズ（2006 - 2007） → AAA・コロラドスプリングス（2007） → AA・コーパスクリスティ・フックス（2008） → AAA・ラウンドロック・エクスプレス（2008） → ヒューストン・アストロズ（2008） → AA・コーパスクリスティ・フックス（2009） → ヒューストン・アストロズ（2009 - 2010） → AAA・コロラドスプリングス（2010）                                      | 2004日本からメジャー契約で入団 2011楽天入団                                                              |
| 中村紀洋               | AAA・ラスベガス・フィフティワンズ（2005） → ロサンゼルス・ドジャース（2005） | 2006オリックス入団                                                                                       |
| 入来祐作               | AAA・ノーフォーク・タイズ（2006） → A・セントルーシー・メッツ（2006） → A・ダニーデン・ブルージェイズ（2007） → AA・ニューハンプシャー・フィッシャーキャッツ（2007） | 2006日本からメジャー契約で入団 2008横浜入団                                                              |
| 森慎二                 | AAA・ダーラム・ブルズ（2006） | 2006日本からメジャー契約で入団                                                                           |
| 上野啓輔               | R・アリゾナ・レンジャーズ（2006） → A・スポケーン・インディアンス（2007） | 2011ヤクルト入団                                                                                         |
| 浜岡巧                 | R・ガルフコースト・ブレーブス（2006 - 2007） | |
| 島袋涼平               | R・ガルフコースト・ブレーブス（2007） | |
| 桑田真澄               | AAA・インディアナポリス・インディアンス（2007） → ピッツバーグ・パイレーツ（2007） | |
| 角一晃                 | R・ドミニカ・エンジェルス（2007） → R・アリゾナ・エンジェルス（2008） → R・オレム・オウルズ（2009） → AA・アーカンソー・トラベラーズ （2009） → AAA・ソルトレイク・ビーズ（2009） → A・ランチョクカモンガ・クエークス（2010） → AA・アーカンソー・トラベラーズ （2011） → A・インランドエンパイア・シックスティシクサーズ（2011） | |
| 関口将平               | R・ガルフコースト・ブレーブス（2008） | |
| 須田健太               | R・アリゾナ・マリナーズ（2008） → A・エベレット・アクアソックス（2008） → R・プラスキー・マリナーズ（2009） → R・アリゾナ・マリナーズ（2009） | |
| 松尾晃雅               | A・グリーンビル・ドライブ（2008） | |
| 石橋史匡               | A・インランドエンパイア・シックスティシクサーズ（2008・2010） | |
| 前田幸長               | AAA・オクラホマ・レッドホークス（2008） | |
| 藪恵壹                 | オークランド・アスレチックス（2005） → サンフランシスコ・ジャイアンツ（2008） → AAA・フレズノ・グリズリーズ（2008 - 2009） | 2005日本からメジャー契約で入団 2010楽天入団                                                              |
| 福盛和男               | テキサス・レンジャーズ（2008） → AAA・オクラホマ・レッドホークス（2008） | 2008日本からメジャー契約で入団 2009楽天復帰                                                              |
| 薮田安彦               | カンザスシティ・ロイヤルズ（2008） → AAA・オマハ・ロイヤルズ（2008 - 2009） → カンザスシティ・ロイヤルズ（2009） | 2008日本からメジャー契約で入団 2010ロッテ復帰                                                            |
| 井口資仁               | シカゴ・ホワイトソックス（2005 - 2007） → フィラデルフィア・フィリーズ（2007） → サンディエゴ・パドレス（2008） → A・レイクエルシノア・ストーム（2008） → フィラデルフィア・フィリーズ（2008） | 2005日本からメジャー契約で入団 2009ロッテ入団                                                            |
| 松坂大輔               | ボストン・レッドソックス（2007 - 2012）→ AAA・ポータケット・レッドソックス (2007 - 2010) → R・ガルフコースト・レッドソックス（2010） → AA・ポートランド・シードッグス (2010)→ AAA・コロンバス・クリッパーズ (2013)→ ニューヨーク・メッツ (2013)→ AAA・ラスベガス・フィフティワンズ (2014) → ニューヨーク・メッツ (2014) | 2007日本からメジャー契約で入団 2015ソフトバンク入団                                                      |
| 岩村明憲               | タンパベイ・デビルレイズ（2007 - 2009） → AAA・ダーラム・ブルズ（2009） → ピッツバーグ・パイレーツ（2010） → AAA・インディアナポリス・インディアンス（2010） → オークランド・アスレチックス（2010） | 2007日本からメジャー契約で入団 2011楽天入団                                                              |
| 高橋建                 | AAA・バッファロー・バイソンズ（2009） → ニューヨーク・メッツ（2009） | 2010広島復帰                                                                                             |
| 黒田博樹               | ロサンゼルス・ドジャース (2008 - 2009) → A・インランドエンパイア・シックスティシクサーズ（2009） → ロサンゼルス・ドジャース (2009 - 2011) → ニューヨーク・ヤンキース (2012 - 2014) | 2008日本からメジャー契約で入団 2015広島復帰                                                              |
| 小林雅英               | クリーブランド・インディアンス（2008 - 2009） → AAA・コロンバス・クリッパーズ（2009） | 2008日本からメジャー契約で入団 2010巨人入団                                                              |
| 城島健司               | シアトル・マリナーズ（2006 - 2009）→ AAA・タコマ・レイニアーズ（2009） | 2006日本からメジャー契約で入団 2010阪神入団                                                              |
| 前川勝彦               | AAA・メンフィス・レッドバーズ（2009） | |
| 鷲谷修也               | R・ガルフコースト・ナショナルズ（2009） | |
| 五十嵐亮太             | ニューヨーク・メッツ（2010） → AA・ビンガムトン・メッツ(2010) → AAA・バッファロー・バイソンズ（2010 - 2011）→ ニューヨーク・メッツ（2011） → AAA・ラスベガス・フィフティワンズ（2012） → トロント・ブルージェイズ（2012）→ AAA・スクラントン・ウィルクスバリ・ヤンキース（2012）→ニューヨーク・ヤンキース（2012） | 2010日本からメジャー契約で入団 2013ソフトバンク入団                                                      |
| 斎藤隆                 | ロサンゼルス・ドジャース(2006 - 2008) → ボストン・レッドソックス (2009) → アトランタ・ブレーブス (2010) → AAA・グウィネット・ブレーブス（2010） → ミルウォーキー・ブルワーズ (2011) → AA・ナッシュビル・サウンズ(2011）→アリゾナ・ダイヤモンドバックス（2012） | 2013楽天入団                                                                                             |
| 上原浩治               | ボルチモア・オリオールズ（2009） → AA・ボウイ・ベイソックス（2010） → AAA・ノーフォーク・タイズ（2010） → ボルチモア・オリオールズ（2010 - 2011） → テキサス・レンジャーズ（2011 - 2012） → ボストン・レッドソックス（2013 - 2016） → シカゴ・カブス（2017） | 2009日本からメジャー契約で入団 2018巨人復帰                                                              |
| 山林芳則               | R・ガルフコースト・ブレーブス（2010） | |
| 中村尚史               | A・マホーニングバレー・スクラッパーズ（2010） → A・レイクカウンティ・キャプテンズ（2010） | |
| 建山義紀               | AAA・ラウンドロック・エクスプレス（2011-2013） → テキサス・レンジャーズ（2011 -2013）→ AAA・スクラントン・ウィルクスバリ・レイルライダース（2013 - 2014） | 2011日本からメジャー契約で入団 2014阪神入団                                                              |
| 岡本直也               | AA・トレントン・サンダー（2011） | 2011ヤクルト入団                                                                                         |
| 井川慶                 | ニューヨーク・ヤンキース(2007) → AAA・スクラントン・ウィルクスバリ・ヤンキース(2007) → AAA・スクラントン(2008) → ニューヨーク・ヤンキース(2008) → AAA・スクラントン(2008) → ニューヨーク・ヤンキース(2008) → AAA・スクラントン(2008 - 2010) → AA・トレントン・サンダー(2011) → AAA・スクラントン(2011) → AA・トレントン(2011) → AAA・スクラントン(2011)→ AA・トレントン(2011) | 2007日本からメジャー契約で入団 2012オリックス入団                                                        |
| 川上憲伸               | アトランタ・ブレーブス(2009 - 2010) → AAA・グウィネット・ブレーブス(2010) → アトランタ・ブレーブス(2010) → AA・ミシシッピ・ブレーブス(2010 - 2011) | 2009日本からメジャー契約で入団 2012中日復帰                                                              |
| 岡島秀樹               | ボストン・レッドソックス(2007 - 2010) → AAA・ポータケット・レッドソックス(2011) → AAA・スクラントン・ウィルクスバリ・ヤンキース(2012) → AAA・サクラメント・リバーキャッツ(2013) | 2007日本からメジャー契約で入団 2012ソフトバンク入団 2014ソフトバンク復帰                                 |
| 田澤純一               | AA・ポートランド・シードッグス(2009) → AAA・ポータケット・レッドソックス(2009) → ボストン・レッドソックス(2009) → A+・セイラム・レッドソックス(2011) → A・ポートランド・シードッグス(2011) → AAA・ポータケット・レッドソックス(2011) → ボストン・レッドソックス(2011-2016) → マイアミ・マーリンズ(2017-2018) → AAA・トレド・マッドヘンズ（2018）→ AAA・ソルトレイク・ビーズ（2018）→ロサンゼルス・エンゼルス（2018） | |
| 田中良平               | AA・ボウイ・ベイソックス（2009 - 2010） → A・フレデリック・キーズ（2011） → AAA・ノーフォーク・タイズ（2011） | |
| ロバート・ブース       | R・オグデン・ラプターズ(2008) → A・グレートレイクス・ルーンズ(2009) → AdvA・インランドエンパイア・シックスティシクサーズ(2010 - 2011) | |
| 辻本賢人               | A・サバンナ・サンドナッツ(2011 - 2012) | |
| 西嶋一記               | R・オグデン・ラプターズ(2011 - 2012) | |
| 高野一哉               | R・オグデン・ラプターズ(2011 - 2013) | |
| 松井秀喜               | ニューヨーク・ヤンキース(2003 - 2009) → ロサンゼルス・エンゼルス(2010) → オークランド・アスレチックス(2011) → AAA・ダーラム・ブルズ(2012) → タンパベイ・レイズ(2012) | 2003日本からメジャー契約で入団                                                                           |
| 福留孝介               | シカゴ・カブス(2008 - 2011) → クリーブランド・インディアンス(2011) → シカゴ・ホワイトソックス(2012) → AAA・スクラントン・ウィルクスバリ・ヤンキース(2012) | 2008日本からメジャー契約で入団 2013阪神入団                                                              |
| 西岡剛                 | ミネソタ・ツインズ(2011 - 2012) → AAA・ロチェスター・レッドウイングス(2011 - 2012) | 2011日本からメジャー契約で入団 2013阪神入団                                                              |
| 川﨑宗則               | シアトル・マリナーズ(2012) → AAA・バッファロー・バイソンズ(2013)→ トロント・ブルージェイズ(2013)→ AAA・バッファロー・バイソンズ(2014)→ トロント・ブルージェイズ(2014 - 2015)→ 3A・アイオワ・カブス(2016)→ シカゴ・カブス(2016) | 2017ソフトバンク復帰                                                                                     |
| 田中賢介               | AAA・フレズノ・グリズリーズ(2013)→ サンフランシスコ・ジャイアンツ(2013)→ AAA・ラウンドロック・エクスプレス(2014) | 2015日本ハム復帰                                                                                         |
| 小林公太               | R・アリゾナリーグ・インディアンス(2013) | |
| 尾中博俊               | A-・スポケーン・インディアンス(2011)→ A・ヒッコリー・クロウダッズ(2012)→ AAA・ラウンドロック・エクスプレス→ A＋・マートルビーチ・ペリカンズ(2013)→ A-スポケーン→ R・アリゾナリーグ・レンジャーズ(2013) | 2014独立リーグ・香川入団                                                                                 |
| 和田毅                 | AAA・ノーフォーク・タイズ(2012 - 2013) → AAA・アイオワ・カブス(2014)→ シカゴ・カブス(2014 - 2015) | 2012日本からメジャー契約で入団 2016ソフトバンク復帰                                                      |
| 高橋尚成               | ニューヨーク・メッツ(2010) → ロサンゼルス・エンゼルス(2011 - 2012) → AAA・ソルトレイク・ビーズ(2012) → ピッツバーグ・パイレーツ(2012) → シカゴ・カブス(2013) → AAA・アイオワ・カブス(2013) → AAA・コロラドスプリングス・スカイソックス(2013) | 2014DeNA入団                                                                                             |
| 橋本直樹               | アリゾナリーグ・インディアンス(2013 - 2014) | 2014独立リーグ・福井入団                                                                                 |
| 土田拓弥               | アリゾナリーグ・インディアンス(2013) | |
| 中島裕之               | AAA・サクラメント・リバーキャッツ(2013-2014) → AA・ミッドランド・ロックハウンズ(2014) | 2013日本からメジャー契約で入団 2015オリックス入団                                                        |
| 藤川球児               | シカゴ・カブス(2013) → AAA・アイオワ・カブス(2013) → AA・テネシー・スモーキーズ(2013) → アリゾナリーグ・カブス(2014) → A・ケーンカウンティ・クーガーズ(2014) → AAA・アイオワ・カブス(2014) → シカゴ・カブス(2014) → AA・フリスコ・ラフライダーズ (2015) → AAA・ラウンドロック・エクスプレス(2015) →テキサス・レンジャーズ(2015) | 2013日本からメジャー契約で入団 2015独立リーグ・高知入団                                                  |
| 加藤豪将               | R・ガルフコースト・ヤンキース (2013) → A・チャールストン・リバードッグス (2014 - 2015) → R・プラスキ・ヤンキース (2015) → A・チャールストン (2016) → A+・タンパ・ヤンキース (2017) → AA・トレントン・サンダー (2018) → AAA・スクラントン・ウィルクスバリ・レイルライダース (2019) → AA・トレントン (2019) → AAA・スクラントン・ウィルクスバリ (2019) → AA・トレントン (2019) → AAA・スクラントン・ウィルクスバリ (2019) → AA・トレントン (2019) → AAA・スクラントン・ウィルクスバリ (2019) → AAA・エルパソ・チワワズ (2021) → トロント・ブルージェイズ (2022) → AAA・バッファロー・バイソンズ (2022) → トロント・ブルージェイズ (2022) → AAA・シラキュース・メッツ (2022) | 2023日本ハム入団                                                                                         |
| 沼田拓巳               | R・アリゾナリーグ・ドジャース(2014) | 2015独立リーグ・群馬入団                                                                                 |
| 岩隈久志               | シアトル・マリナーズ(2012 - 2017) → AAA・タコマ・レイニアーズ(2014) → A-・エバレット・アクアソックス(2015) → AAA・タコマ・レイニアーズ(2015 → A+・モデスト・ナッツ(2017) → AAA・タコマ・レイニアーズ(2017) → A-・エバレット・アクアソックス(2018) | 2019年巨人入団                                                                                           |
| 冨田康祐               | A-・スポケーン・インディアンス(2015) | |
| 中後悠平               | A・ケーンカウンティ・クーガーズ(2016) → A+・バイセイリア・ローハイド (2016) → AAA・リノ・エーシズ → AA・ジャクソン・ジェネラルズ(2017) → AAA・リノ・エーシズ(2017) → AA・ジャクソン・ジェネラルズ(2018) | 2018DeNA入団                                                                                             |
| ジョーイ・オブライエン | R・アリゾナリーグ・マリナーズ (2018) → A・ウェストバージニア・パワー (2019) | |
| 北方悠誠               | R・アリゾナリーグ・ドジャース (2019) | |
| 結城海斗               | R・アリゾナリーグ・ロイヤルズ (2019 - 2021) | |
| 吉川峻平               | A+・バイセイリア・ローハイド (2019) → R・アリゾナリーグ・ダイヤモンドバックス (2021) → AA・アマリロ・ソッドプードルズ (2021) → AAA・リノ・エーシズ (2021) → A+・ヒルズボロ・ホップス (2021) | |
| 秋山翔吾               | シンシナティ・レッズ (2020 - 2021) → AAA・ルイビル・バッツ (2021) → AAA・エルパソ・チワワズ (2022) | 2022広島入団                                                                                             |
| 筒香嘉智               | タンパベイ・レイズ (2020 - 2021) → ロサンゼルス・ドジャース (2021) → AAA・オクラホマシティ・ドジャース (2021) → ピッツバーグ・パイレーツ (2021 - 2022) → AAA・バッファロー・バイソンズ (2022) → AAA・ラウンドロック・エクスプレス (2023) → AA・リッチモンド・フライングスクウォーレルズ (2023) → AAA・サクラメント・リバーキャッツ (2023) | 2024DeNA復帰                                                                                             |
| 山口俊                 | トロント・ブルージェイズ (2020) → AAA・サクラメント・リバーキャッツ (2021) | 2021巨人復帰                                                                                             |
| 有原航平               | テキサス・レンジャーズ (2021) → AA・フリスコ・ラフライダーズ (2021) → AAA・ラウンドロック・エクスプレス (2021) → テキサス・レンジャーズ (2021) → AAA・ラウンドロック (2021 - 2022) | 2023ソフトバンク入団                                                                                     |
| 澤村拓一               | ボストン・レッドソックス (2021) → AAA・ウースター・レッドソックス (2021) → ボストン・レッドソックス (2022) → AAA・ウースター・レッドソックス (2022) | 2023ロッテ復帰                                                                                           |
| 松田康甫               | R・アリゾナ・コンプレックスリーグ・ドジャース (2022) | |
| 高橋浩                 | R・ドミニカン・サマーリーグ・マーリンズ (2023 - 2024) | |
| 上沢直之               | AAA・ダーラム・ブルズ (2024) → AAA・ウースター・レッドソックス (2024) → ボストン・レッドソックス (2024) → AAA・ウースター・レッドソックス (2024) | 2025ソフトバンク入団                                                                                     |
| 藤浪晋太郎             | オークランド・アスレチックス (2023) → ボルチモア・オリオールズ (2023) → AAA・シラキュース・メッツ (2024) → AAA・タコマ・レイニアーズ (2025) | 2025DeNA入団                                                                                             |
| 乙坂智                 | AAA・タコマ・レイニアーズ (2025) | 2025巨人入団                                                                                             |
| 青柳晃洋               | AAA・リーハイバレー・アイアンピッグス (2025) → AA・レディング・ファイティン・フィルズ (2025) | 2025ヤクルト入団                                                                                         |